# HMS H10
HMS H10 – brytyjski okręt podwodny typu H. Zbudowany w latach 1914–1915 w stoczni Canadian Vickers w Montrealu, gdzie okręt został wodowany 1 kwietnia 1915 roku. Rozpoczął służbę w Royal Navy 29 czerwca 1915 roku. Pierwszym dowódcą został Cdr. A. H. Quicke.
W 1916 roku był w składzie Ósmej Flotylli Okrętów Podwodnych stacjonującej w Yarmouth, pod dowództwem Lt. Gilberta E. Venninga. 
19 stycznia 1918 roku okręt zatonął na Morzu Północnym.